# Charles Bonnet
Charles Bonnet ([bɔnɛ] ; 13. března 1720 – 20. května 1793) byl ženevský přírodovědec a filozof, původem Francouz. Zavedl termín fylotaxis k popisu uspořádání listů na rostlině. Byl mezi prvními, kdo si všiml partenogenetické reprodukce u mšic a zjistil, že hmyz dýchá prostřednictvím průduchů. Byl mezi prvními, kdo použil výraz „evoluce“ v biologickém kontextu (vyjadřoval rozrolování embrya). Byl od dětství hluchý a také se mu postupně zhoršoval zrak, takže v pozdějším věku musel při výzkumu využívat pomocníky.